# Jennifer Lynch
Jennifer Chambers Lynch (ur. 7 kwietnia 1968 w Filadelfii) – amerykańska reżyserka i scenarzystka filmowa i telewizyjna.

## Życiorys
Jest córką reżysera Davida Lyncha. Uczyła się w Los Angeles i Michigan. We wczesnej młodości znajdowała się w ekipach realizujących filmy jej ojca, była m.in. autorką książki The Secret Diary of Laura Palmer (powiązanej z serialem Twin Peaks).
Samodzielnie debiutowała filmem Uwięziona Helena (1993). Obraz spotkał się z krytyką, a ona sama otrzymała w następnym roku Złotą Malinę dla najgorszego reżysera. Drugi swój pełnometrażowy film zrealizowała dopiero 15 lat później. Dochodzenie jest thrillerem opowiadającym o śledztwie prowadzonym przez dwójkę agentów FBI (Julia Ormond i Bill Pullman) w sprawie makabrycznej serii zabójstw na pobliskich drogach. W 2010 nakręciła Hisss, częściowo w bollywoodzkiej obsadzie.

## Filmografia

### Reżyseria
- Uwięziona Helena (Boxing Helena, 1993)
- Dochodzenie (Surveillance, 2008)
- Hisss (Hisss, 2010)
- Salvation (S1:05) Netflix serial, 2018